# Фаладино (Галичский район)
Фаладино — деревня в Степановском сельском поселении Галичского района Костромской области России.

## География
Деревня расположена недалеко от автодороги Судиславль — Солигалич Р100.

## История
Согласно Спискам населенных мест Российской империи в 1872 году деревня Фаладьяно относилась к 1 стану Чухломского уезда Костромской губернии. В ней числилось 14 дворов, проживало 43 мужчины и 68 женщин.
Согласно переписи населения 1897 года в деревне Фаладьино проживало 67 человек (21 мужчина и 46 женщин).
Согласно Списку населенных мест Костромской губернии в 1907 году деревня Фаладьино относилась к Бушневской волости Чухломского уезда Костромской губернии. По сведениям волостного правления за 1907 год в ней числилось 20 крестьянских дворов и 105 жителей.
До муниципальной реформы 2010 года деревня также входила в состав Степановского сельского поселения.

## Население
| 2008 | 2010 | 2012 | 2014 |
| ---- | ---- | ---- | ---- |
| 0    | →0   | →0   | →0   |